# Campionati europei di nuoto 2012 - 200 metri stile libero femminili
La gara dei 200 metri stile libero femminili degli Europei 2012 si è svolta il 25 e 26 maggio 2012 e vi hanno partecipato 41 atlete. Le batterie e le semifinali si sono svolte il 25 e la finale nel pomeriggio del giorno successivo.

## Podio
| Pos.    | Atleta                   | Nazione  |
| ------- | ------------------------ | -------- |
| Oro     | Federica Pellegrini      | Italia   |
| Argento | Silke Lippok             | Germania |
| Bronzo  | Ophélie-Cyrielle Étienne | Francia  |

## Record
Prima della manifestazione il record del mondo (RM), il record europeo (EU) e il record dei campionati (RC) erano i seguenti.
| Record mondiale       | 1'52"98 | Federica Pellegrini | 29 luglio 2009 Roma     |
| Record europeo        | 1'52"98 | Federica Pellegrini | 29 luglio 2009 Roma     |
| Record dei campionati | 1'55"45 | Federica Pellegrini | 14 agosto 2010 Budapest |

## Risultati

### Batterie
| Pos. | Atleta                      | Nazionalità   | Tempo   | Batteria | Corsia | Note |
| ---- | --------------------------- | ------------- | ------- | -------- | ------ | ---- |
| 1    | Federica Pellegrini         | Italia        | 1'59"07 | 6        | 4      | Q    |
| 2    | Silke Lippok                | Germania      | 1'59"96 | 5        | 4      | Q    |
| 3    | Ophélie-Cyrielle Étienne    | Francia       | 2'00"05 | 5        | 3      | Q    |
| 4    | Sara Isaković               | Slovenia      | 2'00"12 | 5        | 5      | Q    |
| 5    | Alice Mizzau                | Italia        | 2'00"31 | 4        | 3      | Q    |
| 6    | Cecilie Johannessen         | Norvegia      | 2'00"48 | 6        | 7      | Q    |
| 7    | Patricia Castro Ortega      | Spagna        | 2'00"61 | 6        | 3      | Q    |
| 8    | Evelyn Verrasztó            | Ungheria      | 2'00"85 | 4        | 5      | Q    |
| 9    | Ágnes Mutina                | Ungheria      | 2'00"88 | 4        | 4      | Q    |
| 10   | Nina Rangelova              | Bulgaria      | 2'01"04 | 4        | 6      | Q    |
| 11   | Lydia Morant Varo           | Spagna        | 2'01"19 | 5        | 7      | Q    |
| 12   | Katarina Filová             | Slovacchia    | 2'01"32 | 6        | 8      | Q    |
| 13   | Myléne Lazare               | Francia       | 2'01"46 | 6        | 6      | Q    |
| 14   | Camelia Potec               | Romania       | 2'01"58 | 4        | 1      | Q    |
| 15   | Diletta Carli               | Italia        | 2'01"61 | 6        | 2      |      |
| 16   | Alice Nesti                 | Italia        | 2'01"74 | 4        | 2      |      |
| 17   | Anna Stylianou              | Cipro         | 2'01"94 | 5        | 1      | Q    |
| 18   | Lisa Vitting                | Germania      | 2'02"09 | 5        | 2      | Q    |
| 19   | Sycerika McMahon            | Irlanda       | 2'02"17 | 6        | 1      |      |
| 20   | Urša Bežan                  | Slovenia      | 2'02"31 | 3        | 5      |      |
| 21   | Melanie Nocher              | Irlanda       | 2'03"21 | 4        | 7      |      |
| 22   | Eygló Ósk Gústafsdóttir     | Islanda       | 2'03"31 | 2        | 4      |      |
| 23   | Nastja Govejšek             | Slovenia      | 2'03"36 | 2        | 5      |      |
| 24   | Karolina Szczepaniak        | Polonia       | 2'03"49 | 4        | 8      |      |
| 25   | Danielle Carmen Villars     | Svizzera      | 2'03"57 | 3        | 4      |      |
| 26   | Eva Hannesdóttir            | Islanda       | 2'03"58 | 2        | 2      |      |
| 27   | Bethany Carson              | Irlanda       | 2'03"63 | 3        | 2      |      |
| 28   | Gabriella Fagundez          | Svezia        | 2'03"68 | 6        | 5      |      |
| 29   | Sára Joó                    | Ungheria      | 2'03"98 | 3        | 6      |      |
| 30   | Kristina Krasyukova         | Russia        | 2'04"07 | 1        | 7      |      |
| 31   | Jūratė Ščerbinskaitė        | Lituania      | 2'04"24 | 2        | 6      |      |
| 32   | Aksana Dziamidava           | Bielorussia   | 2'04"28 | 3        | 8      |      |
| 33   | Eva Chavez-Diaz             | Austria       | 2'04"81 | 5        | 8      |      |
| 34   | Kristina Kochetkova         | Russia        | 2'05"15 | 1        | 2      |      |
| 35   | Veronica Orheim Bjørlykke   | Norvegia      | 2'05"28 | 2        | 1      |      |
| 36   | Valeriya Podlesna           | Ucraina       | 2'06"59 | 3        | 7      |      |
| 37   | Alona Ribakova              | Lettonia      | 2'06"64 | 1        | 1      |      |
| 38   | Anastasia Bogdanovski       | Moldavia      | 2'09"40 | 1        | 3      |      |
| 39   | Susann Bjønsen              | Norvegia      | 2'09"55 | 2        | 8      |      |
| 40   | Emilie Løvberg              | Norvegia      | 2'09"89 | 1        | 5      |      |
| 41   | Cecilia Eysturdal           | Fær Øer       | 2'15"41 | 1        | 6      |      |
| -    | Johanna Gerda Gustafsdottir | Islanda       | -       | 1        | 4      | DNS  |
| -    | Nuala Murphy                | Irlanda       | -       | 2        | 3      | DNS  |
| -    | Burcu Dolunay               | Turchia       | -       | 2        | 7      | DNS  |
| -    | Julia Hassler               | Liechtenstein | -       | 3        | 1      | DNS  |
| -    | Stina Gardell               | Svezia        | -       | 3        | 3      | DNS  |
| -    | Daniela Schreiber           | Germania      | -       | 5        | 6      | DNS  |

### Semifinali
| Pos. | Atleta                   | Nazionalità | Tempo   | Batteria | Corsia | Note |
| ---- | ------------------------ | ----------- | ------- | -------- | ------ | ---- |
| 1    | Federica Pellegrini      | Italia      | 1'57"81 | 2        | 4      | Q    |
| 2    | Alice Mizzau             | Italia      | 1'58"55 | 2        | 3      | Q    |
| 3    | Patricia Castro Ortega   | Spagna      | 1'58"95 | 2        | 6      | Q    |
| 4    | Silke Lippok             | Germania    | 1'59"07 | 1        | 4      | Q    |
| 5    | Sara Isaković            | Slovenia    | 1'59"55 | 1        | 5      | Q    |
| 6    | Ophélie-Cyrielle Étienne | Francia     | 1'59"66 | 2        | 5      | Q    |
| 7    | Evelyn Verrasztó         | Ungheria    | 1'59"72 | 1        | 6      | Q    |
| 8    | Ágnes Mutina             | Ungheria    | 2'00"15 | 2        | 2      | Q    |
| 9    | Myléne Lazare            | Francia     | 2'00"21 | 2        | 1      |      |
| 10   | Camelia Potec            | Romania     | 2'00"23 | 1        | 1      |      |
| 11   | Cecilie Johannessen      | Norvegia    | 2'00"26 | 1        | 3      |      |
| 12   | Lydia Morant Varo        | Spagna      | 2'00"41 | 2        | 7      |      |
| 13   | Nina Rangelova           | Bulgaria    | 2'00"47 | 1        | 2      |      |
| 14   | Katarina Filová          | Slovacchia  | 2'01"31 | 1        | 7      |      |
| 15   | Anna Stylianou           | Cipro       | 2'01"53 | 2        | 8      |      |
| 16   | Lisa Vitting             | Germania    | 2'01"82 | 1        | 8      |      |

### Finale
| Pos.    | Atleta                   | Nazionalità | Tempo   | Corsia | Note |
| ------- | ------------------------ | ----------- | ------- | ------ | ---- |
| Oro     | Federica Pellegrini      | Italia      | 1'56"76 | 4      |      |
| Argento | Silke Lippok             | Germania    | 1'58"19 | 6      |      |
| Bronzo  | Ophélie-Cyrielle Étienne | Francia     | 1'58"23 | 7      |      |
| 4       | Alice Mizzau             | Italia      | 1'58"39 | 5      |      |
| 5       | Sara Isaković            | Slovenia    | 1'58"90 | 2      |      |
| 6       | Patricia Castro Ortega   | Spagna      | 1'59"39 | 3      |      |
| 7       | Ágnes Mutina             | Ungheria    | 1'59"87 | 8      |      |
| 8       | Evelyn Verrasztó         | Ungheria    | 2'00"06 | 1      |      |